# Plovanija
Ne doit pas être confondu avec Piovani ou Piovene.
Plovanija (en italien : Plovania) est une localité de Croatie située en Istrie, dans la municipalité de Buje, dans le comitat d'Istrie. En 2001, la localité comptait 232 habitants.

## Démographie
| 1948 | 1953 | 1961 | 1971 | 1981 | 1991 | 2001 |
| ---- | ---- | ---- | ---- | ---- | ---- | ---- |
| 9    | 5    | 11   | 131  | 0    | 0    | 232  |